# 2021國際宗教自由峰會
2021國際宗教自由峰會（英語：International Religious Freedom Summit 2021，簡稱IRF Summit 2021）是一個在美國華盛頓哥倫比亞特區舉行的宗教自由論壇。會議在2021年7月13日至15日舉行，由唐納·川普時期的美國國務院國際宗教自由無任所大使薩姆·布朗巴克與蘭托斯基金會總裁兼首席執行官卡特里娜·斯維特擔任峰會主席，另由民主黨籍的美國參議員克里斯·康斯以及共和黨籍的美國參議員詹姆斯·蘭克福德擔任名譽參議院聯合主席、民主黨籍的美國眾議員亨利·庫拉爾以及共和黨籍的美國眾議員克里斯·史密斯擔任名譽眾議院聯合主席。

## 使命
峰會聯合主席薩姆·布朗巴克認為，這次峰會是「讓民間社會和宗教領袖建立關係，以維護彼此的宗教自由」；峰會聯合主席卡特里娜·斯維特則強調，希望建立一個兩黨、多信仰的聯盟。
薩姆·布朗巴克投書《國會山報》時指出，這場峰會邀請來自世界各地因信仰而受到迫害的演講者。立法者、公民社會成員和信仰領袖將提出他們的建議，並討論實現一個主要目標的具體方法：建立草根運動以根除宗教迫害。這不會是一個空談，而是採取嚴肅行動的激進主義中心。

## 過程
美國眾議院議長南希·佩洛西在峰會上表示，「維吾爾族面臨來自北京當局的生存威脅，這是對我們自己良心的挑戰，我們已經並將繼續發聲，因為正如我一直說的，如果我們不發聲，因為商業利益在中國，實際上是在任何地方侵犯人權，那麼我們就失去了在任何地方發聲侵犯人權的道德權威」。
唐納·川普時期的美國國務卿邁克·蓬佩奧在峰會上表示，他對於被中共在新疆持續進行對維吾爾族的圍捕表達擔憂，更將新疆再教育營比喻成納粹德國的奧斯威辛集中營，「因為在那裡的人們始終受到監視，被強迫勞動，並被迫進行墮胎和絕育」。
共和黨籍美國眾議員克里斯·史密斯則表示，「令人震驚的是，在準備舉辦2022年冬季奧林匹克運動會時，中國領導人習近平正在對新疆的維吾爾族、哈薩克族等少數民族進行種族滅絕，今天的中國共產黨正在中國西部有系統地消滅伊斯蘭教，推倒清真寺和聖地，嚴厲限制所有宗教活動，並強迫集中營被拘留者放棄信仰」。克里斯·史密斯指出，中共對維吾爾人的虐待，符合種族滅絕的定義。。

## 外部連結
- 官方网站
- 2021國際宗教自由峰會的Facebook專頁
- YouTube上的2021國際宗教自由峰會頻道
- 2021國際宗教自由峰會的X（前Twitter）